# Ubuntu Touch
Ubuntu Touch é um sistema operacional para tablets e smartphones baseado no kernel do Linux, e pensado para ser uma versão portátil do Ubuntu, sendo inicialmente desenvolvido pela Canonical. mas atualmente sendo desenvolvido por parte da comunidade do sistema (apelidada de UBports) após ter sua produção descontinuada por parte da Canonical.

## Descontinuação por parte da Canonical
Por volta de Abril de 2017, a Canonical anunciou que estaria descontinuando alguns de seus projetos em desenvolvimento por corte de custos, dentre eles o Unity e o próprio Ubuntu Touch.

## Dispositivos compatíveis
O sistema operacional possui suporte limitados a alguns aparelhos portados pela comunidade ou trabalhadas pela Canonical, apesar da comunidade está empenhada a expandir o sistema para demais dispositivos, sendo um dos primeiros dispositivos a vir com o sistema incluso de fabrica sendo o "BQ Aquaris E4.5", da marca espanhola BQ